# 角木葉鰈
角木葉鰈（学名：Pleuronichthys cornutus，又名皇帝魚、比目魚、半邊魚、溜仔、猴子鱼、右鲽、鼓眼、砂轮、蚝边等）为輻鰭魚綱鰈亞目鲽科木叶鲽属的其中一種鱼类。

## 分布
分布于西北太平洋區，东北达朝鲜半島及日本北海道东南侧以及台灣島、中國珠江口到鸭绿江口等近海、黄渤海等。该物种的模式产地在长崎。

## 深度
水深100至120公尺。

## 特徵
本魚體極扁平，略呈菱形；兩眼同在右側，眼大；鱗片細小。魚體紅褐色，密布深褐色圓點及不規則斑點；尾柄明顯，尾鰭圓形。體長可達30公分。

## 生態
本魚属于暖温性底层鱼，棲息於亞熱帶及溫帶海域，平時棲息在海底，將魚體埋於泥沙中，能隨環境改變體色，游泳能力不佳。肉食性，以小魚及小型甲殼類為食。繁殖期在冬季，此時會遷移至淺海產浮游性卵。越冬场在中国石岛外海及韩国济州岛海域水深约70米处。

## 經濟利用
為經濟魚類，多以紅燒或煎食。